# Савченко Віктор Васильович
Ві́ктор Васи́льович Са́вченко (*22 березня 1938, Вознесенськ — 31 серпня 2016, Дніпропетровськ, Україна) — український письменник-фантаст та філософ, автор 19 книг, відомий також творами реалістичної і зокрема історичної та пригодницької прози, а також книг з езотерики, творів есеїстики та драматургії.

## Біографія
Народився 22 березня 1938 року в місті Вознесенську Миколаївської області. Закінчив Дніпропетровський металургійний інститут та аспірантуру. Кандидат хімічних наук, доктор філософських наук. Зазнав переслідувань за правозахисну діяльність. Реабілітований в роки незалежності. Дев'ять років очолював Дніпропетровську обласну організацію НСПУ. Двічі обирався з'їздами письменників України членом Ради та членом Президії НСПУ. Упорядкував «Антологію поезії Придніпров'я» та «Антологію прози Придніпров'я». Окремі твори друкувалися в перекладах російською, угорською, чеською, словацькою мовами. Лауреат літературних премій ім. Д. Яворницького, ім. Гетьмана І. Мазепи та «Благосвіт», нагороджений медаллю Національної Спілки письменників України «За досягнення в літературі» та орденом Святого рівноапостольного князя Володимира Великого III ступеня Української Православної Церкви за розбудову духовності. На всеукраїнському конкурсі «читацьких симпатій» на найкращу книжку фантастики, який тривав протягом 1989 року, посів третє місце (Диплом «Чумацький шлях»).

### Публікації в збірках та періодиці
- Дзвоніть після обіду: Оповідання // Знання та праця, 1973, № 3 — с.
- Те саме: [Оповідання] // Гостинець для президента. — К.: Радянський письменник, 1989 — с. 23-37
- Даруймо усмішки: Оповідання // Знання та праця, 1977, № 4 — с.
- Те саме: [Оповідання] // Пергамент старого Теренція. — Дніпропетровськ: Промінь, 1990 — с. 221—232
- Ночівля в карбоні: Уривок з повісті // Наука і суспільство, 1978, № 10 — с.
- Те саме: Фантастичне оповідання // Пригоди, подорожі, фантастика-79. — К.: Молодь, 1979 — с. 138—147
- Гостинець для президента: [Оповідання] // Атланти з планети Земля. — К.: Веселка, 1981 — с. 33-55
- Те саме: Пригоди, подорожі, фантастика-81. — К.: Молодь, 1981 — с.13-27
- Те саме: Гостинець для президента. — К.: Радянський письменник, 1989 — с.9-22
- Те саме: Пергамент старого Теренція. — Дніпропетровськ: Промінь, 1990 — с.207-220
- Те саме: [Оповідання] // Сучасне фантастичне оповідання. — К.: Молодь, 1990 — с.134-148
- Листи з пекла: [Оповідання] // Атланти з планети Земля. — К.: Веселка, 1981 — с.86-118
- Те саме: Під назвою "Листи з «пекла» // Пригодницько-фантастичні оповідання. — К.: Молодь, 1988 — с.194-216
- Те саме: Під назвою "Листи з «пекла» // Пергамент старого Теренція. — Дніпропетровськ: Промінь, 1990 — с.246-267
- Те саме: Під назвою "Листи з «пекла»: [Оповідання] // Сучасне фантастичне оповідання. — К.: Молодь, 1990 — с.148-170
- Пермські пригоди: [Уривок з роману «Ночівля в карбоні»] // Наука і суспільство, 1983, № 10 — с.
- Зустріч на березі затоки: Оповідання // Пригоди, подорожі, фантастика-86. — К.: Молодь, 1986 — с.137-149
- Хамсин: [Оповідання] // Пригоди, подорожі, фантастика-89. — К.: Молодь, 1989 — с. 102—119
- Те саме: [Науково-фантастичне оповідання] // Ризиконавти. — К.: Веселка, 1990 — с. 12-38
- Те саме: В. Савченко. Пригода на п'ятому горизонті. — Дніпропетровськ: Промінь, 1990 — с.
- Те саме: Повість // Борисфен-90. — Дніпропетровськ: Січ, 1991 — с. 79-97
- Те саме: [Оповідання] // Антологія прози Придніпров'я. — Дніпропетровськ, 2005 — с.
- Монолог над безоднею: [Фантастична повість] // Сучасна фантастична повість. — К.: Молодь, 1989 — с. 115—190
- Чому збожеволів Брайт? : [Оповідання] // Пергамент старого Теренція. — Дніпропетровськ: Промінь, 1990 — с. 232—246
- Вакула: Оповідання // Борисфен-90. — Дніпропетровськ: Січ, 1991 — с. 68-79
- Той, що повернувся: Повість // Борисфен-90. — Дніпропетровськ: Січ, 1991 — с. 97-116
- Те саме: Фантастичне оповідання / Мал. О. Л. Бася // Наука — Фантастика, 1992, № 1-2 — с. 18-25
- Постулат Гаутами: Оповідання // Пригоди, подорожі, фантастика-91. — К.: Молодь, 1991 — с. 168—190
- Тінь антихриста: Оповідання // Оберіг, 1992, № 3-4 — с. 3-36
- Тигренята: [Оповідання] // Оберіг, 1993, № 1 — с. 28-36
- З того світу — інкогніто: Фантастичний роман-трилер // Сучасність, 1997, № 1 — с. ; № 2 — с.

### Публіцистика
- Дебют фантаста: [Про Л. Панасенко] // Знання та праця, 1978, № 7 — с. 25
- На нові орбіти: Молода фантастика: здобутки й перспективи // Подорож без кінця. — К.: Радянський письменник, 1986 — с. 265—278
- Хроніка одного кримінального процесу: [Спогади] // Сучасність, 1993, № 9 — с. 153—163
- Програма вселенського розуму?: [Стаття] // Світ пригод, 1996, № 1 — с. 60-64
- Поетичне Придніпров'я: Есе // Бог не під силу хреста не дає: Антологія поезії Придніпров'я. — Дніпропетровськ, 1999 — с.
- Прозаїки Придніпров'я: Есе // Шлях у три покоління. Антологія прози Придніпров'я. — Дніпропетровськ, 2003 — с.
- Шлях у три покоління: [Есе] // Антологія прози Придніпров'я. — Дніпропетровськ, 2005 — с.
- Дніпропетровській письменницькій організації — 70: [Стаття] // Антологія прози Придніпров'я. — Дніпропетровськ, 2005 — с.